# Titanic II (film)
Titanic II è un film del 2010 scritto, diretto e interpretato da Shane Van Dyke. È un B movie prodotto da The Asylum, società specializzata nelle produzioni di film a basso costo per il circuito direct-to-video. Nonostante il titolo, il film non è un seguito del film Titanic di James Cameron (infatti, il titolo fa riferimento alla nave del film), ma può esserne considerato un mockbuster.

## Trama
Nell'aprile 2012, cento anni esatti dopo l'affondamento del Titanic, viene varata una nuova nave da crociera di lusso chiamata Titanic II, molto simile all'originale. La nave parte per il suo viaggio inaugurale con la stessa rotta del Titanic, percorsa un secolo prima in direzione inversa (da New York a Southampton, Inghilterra).
Durante la traversata atlantica, gli effetti del riscaldamento globale causano il collasso di un ghiacciaio in Groenlandia, creando uno tsunami che fa sbattere un iceberg contro il Titanic II. L'intero lato della nave è schiacciato e la nave comincia lentamente ad affondare. Quando il livello dell'acqua inizia a salire, vengono messe in mare le lance di salvataggio ma le turbine esplodono, causando un enorme incendio all'interno della nave che affonda sempre più. Un altro tsunami, più potente e più veloce della velocità del suono, causa un secondo crollo del ghiacciaio che colpisce il transatlantico, facendo affogare le persone ancora a bordo e uccidendo tutti i passeggeri nelle lance di salvataggio. Con la maggior parte della nave allagata, il Titanic II affonda definitivamente.
I protagonisti, l'armatore Hayden Walsh, Amy Maine e Kelly Wade, sopravvivono, essendo rimasti a bordo della nave invece di andare sulle lance di salvataggio come aveva ordinato il padre di Amy, il comandante della US Coast Guard James Maine. Kelly viene poi uccisa schiacciata da una pesante porta. Avendo una sola bombola di ossigeno, Hayden la dà ad Amy. Prima di sacrificare la sua vita per lei, Hayden la bacia e la rassicura dicendole che sarebbe stato poi rianimato dai soccorritori. Il gruppo di soccorritori arriva poco dopo e salvano Amy, ma poco dopo trovano il corpo di Hayden morto asfissiato.

## Produzione
Il film fu prodotto da The Asylum e girato a Long Beach e a San Pedro, Los Angeles, in California, sulla RMS Queen Mary, nave museo ancorata nel porto di Long Beach già utilizzata in passato per altre produzioni televisive e cinematografiche, a maggio 2010. La colonna sonora è firmata da Chris Cano e Chris Ridenhour. Shane Van Dyke è regista e sceneggiatore.

## Distribuzione
Il film è stato distribuito solo per l'home video e per la televisione. Alcune delle uscite internazionali sono state:
- 24 agosto 2010 negli Stati Uniti (Titanic II)
- 7 agosto 2010 in Australia
- 9 agosto 2010 nel Regno Unito
- 11 settembre 2010 in Belgio e nei Paesi Bassi
- 2 ottobre 2010 in Polonia
- in Grecia (O Titanikos II)
- 24 gennaio 2011 in Italia

## Promozione
La tagline è: "100 anni dopo... un fulmine colpisce due volte!" (100 years later, lightning strikes twice).